# Вокансон, Жак де
Жак де Вокансо́н (фр. Jacques de Vaucanson; 24 февраля 1709, Гренобль — 21 ноября 1782, Париж) — французский механик и изобретатель.
Десятый сын в бедной семье перчаточных дел мастера. Учился в школе иезуитов, затем монахов-минимов. В 1727 г. открыл собственную мастерскую в Лионе и начал конструировать различные механические игрушки, в том числе человекоподобные.
Из них известнейшими были медные утки, которые порхали, били крыльями, клевали рассыпанный корм; затем флейтист — фигура в рост человека, внутри которой устроены были пружины и меха, проводившие воздух в различные части механизма так, что губы автомата и его пальцы совершали правильные движения по флейте. В 1738 г. Вокансон показывал эту фигуру в Париже и объяснил её механизм в брошюре «Le mécanisme du fluteur automate» (Париж, 1738).
Механизмы Жака Вокансона являются ключевой загадкой фильма «Лучшее предложение» (2013).